# Kelcie McCray
Kelcie Jerome McCray (* 21. September 1988 in Columbus, Georgia) ist ein ehemaliger US-amerikanischer American-Football-Spieler. Er spielte auf der Position des Safety, zuletzt für die Buffalo Bills in der National Football League (NFL).

## NFL

### Miami Dolphins
Am 2. Mai 2012 verpflichteten die Miami Dolphins. Am 31. Juli 2012 musste er sich nach einem Fußbruch einer Operation unterziehen, woraufhin er am 26. August 2012 auf der Injured Reserve List platziert wurde, weshalb er die gesamte Saison 2012 verpasste. Am 1. Oktober 2013 wurde er von den Dolphins entlassen.

### Tampa Bay Buccaneers
Am 2. Oktober 2013 verpflichteten die Tampa Bay Buccaneers McCray.

### Kansas City Chiefs
Am 21. August 2014 tauschten die Buccaneers McCray für den Guard Rishaw Johnson zu den Kansas City Chiefs. Am 13. März 2015 entließen sie ihn, bevor die Chiefs McCray am 16. März 2015 erneut verpflichteten.

### Seattle Seahawks
Am 5. September 2015 tauschten die Chiefs McCray für einen Fünftrundenpick zu den Seattle Seahawks. In Woche 15 der Saison 2015 spielte McCray erstmals zu Spielbeginn, da Kam Chancellor verletzt war. 2016 spielte er in allen 16 Spielen, hauptsächlich in den Special Teams. Er ersetzte in vier Spielen den verletzten Chancellor. Insgesamt kam er auf 39 Tackles. Nach der Saison wurde er zum Free Agent.

### Buffalo Bills
Am 18. Januar 2018 verpflichteten die Buffalo Bills McCray. Am 1. September 2018 wurde er entlassen.